# Dehetenský mlýn
Dehetenský mlýn (Dehentner Mühle) je vodní mlýn v okrese Tachov, který stojí na Pavlíkovském potoce.

## Historie
Vodní mlýn o jednom kole je k roku 1714 zmíněn v Tereziánském katastru a o sedm let později je uváděn jako panský mlýn pronajímaný mlynářům. V roce 1876 byl u něj osazen vodní cejch.
V roce 1902 mlynář Wenzel Steindörfer mlýn přestavěl a na fasádu ve štítu budovy umístil letopočet 1902 v římských číslicích a iniciály mlynáře W.St. a jeho manželky M. St.
Mlynář Josef Steindörfer zemřel před rokem 1945 a při odsunu německého obyvatelstva byla jako majitelka mlýna zapsána Anna Steindörferová. Opuštěný mlýn osídlil zemědělec Václav Škoch ze Sobedraže. Po jeho smrti před rokem 1953 zdědila mlýn dcera, od které jej převzalo JZD Dehetná. Nemovitost je využívána k rekreaci.

## Popis
Mlýnice a obytný dům jsou pod jednou střechou, ale dispozičně oddělené. Zděná, obdélná jednopatrová budova krytá sedlovou střechou má vysoké podkroví.
Nad mlýnem byl rybník Hortafteich, ze kterého voda vedl ke mlýnu, a přímo nad ním byla vodní nádržka, do které tekla voda z přepadu rybníka. Roku 1876 měl mlýn vodní kolo o průměru 4,45 metru a šíři 130 cm, v roce 1930 jedno vodní kolo na vrchní vodu, spád 5 metrů a výkon 2,16 HP.